# Мацунаґа Нобуо
Нобуо Мацунаґа (яп. 松永信夫, нар. 6 грудня 1921, Префектура Сідзуока — пом. 25 вересня 2007) — японський футболіст, що грав на позиції півзахисника. По завершенні ігрової кар'єри — футбольний тренер.
Виступав, зокрема, за клуби «Ніппон Лайт Метал» та «Сіда», а також національну збірну Японії.

## Клубна кар'єра
У дорослому футболі дебютував 1952 року виступами за команду клубу «Ніппон Лайт Метал», в якій провів чотири сезони.
У 1957 році перейшов до клубу «Сіда», де і завершив ігрову кар'єру.

## Виступи за збірну
У 1954 році дебютував в офіційних матчах у складі національної збірної Японії. Протягом кар'єри у національній команді, яка тривала усього 2 роки, провів у формі головної команди країни 4 матчі.

## Кар'єра тренера
Розпочав тренерську кар'єру відразу ж по завершенні кар'єри гравця, 1957 року, очоливши тренерський штаб клубу «Сіда».
В подальшому очолював команду клубу «Ніппон Лайт Метал».
Останнім місцем тренерської роботи був клуб «Хагоромо Клуб», головним тренером команди якого Нобуо Мацунаґа був 1973 року.
Помер 25 вересня 2007 року на 86-му році життя.

## Статистика
Статистика виступів у національній збірній
| Збірна Японії | Збірна Японії | Збірна Японії |
| Роки          | Ігри          | голи          |
| ------------- | ------------- | ------------- |
| 1954          | 3             | 0             |
| 1955          | 1             | 0             |
| Усього        | 4             | 0             |